# Kakani
Kakani (Nepali ककनी) ist ein Dorf und ein Village Development Committee (VDC) in Nepal im Distrikt Nuwakot.
Das VDC Kakani erstreckt sich über die Hügellandschaft südlich des Likhu Khola 15 km südöstlich von Bidur.
Die Fernstraße Kathmandu–Bidur verläuft durch Kakani.

## Einwohner
Bei der Volkszählung 2011 hatte das VDC Kakani 7320 Einwohner (davon 3621 männlich) in 1390 Haushalten.

## Dörfer und Weiler
Kakani besteht aus mehreren Dörfern und Weilern. 
Die wichtigsten sind:
- Kakani (2030 m ⊙)
- Ranipauwa (1810 m ⊙)